# Coke (piłkarz)
Jorge Andújar Moreno (ur. 26 kwietnia 1987 w Madrycie) – hiszpański piłkarz występujący na pozycji obrońcy w hiszpańskim klubie Levante UD. Wychowanek Rayo Vallecano, Reprezentant Hiszpanii do lat 16.

## Kariera klubowa

### Rayo Vallecano
Coke rozpoczął swoją karierę w szkółce piłkarskiej madryckiego Rayo Vallecano, gdzie przechodził przez wszystkie szczeble młodzieżowe. Przed sezonem 2005/06, mając 18 lat, został przesunięty do kadry występującego wówczas w Segunda División B pierwszego zespołu. W sezonie 2007/08 przyczynił się do awansu zespołu do Segunda División, zaś w kolejnych rozgrywkach pomógł zająć nieoczekiwane piąte miejsce w tabeli. Wystąpił wówczas w 33 spotkaniach, w których zdobył 3 gole, m.in. 7 lutego 2009 roku strzelił zwycięskiego gola w domowym spotkaniu z Hérculesem. W kolejnych dwóch sezonach na drugim poziomie ligowym Coke opuścił zaledwie 11 spotkań, pojawiając się na murawie w 84 meczach i zdobywając w nich 12 bramek, zaś samo Rayo w 2011 roku wywalczyło kolejny awans, tym razem do Primera División.

### Sevilla
W czerwcu 2011 roku Coke został zawodnikiem Sevilli, z którą związał się czteroletnim kontraktem. W nowych barwach zadebiutował 28 sierpnia tego samego roku, zmieniając Fernando Navarro w 46. minucie wygranego 2:1 spotkania ligowego z Málagą. Swojego pierwszego gola dla Sevilli zdobył 17 marca 2013 roku podczas wygranego 4:0 meczu z Realem Saragossa. 14 maja 2014 roku rozegrał pełne 120 minut, a także wykorzystał swój rzut karny w serii jedenastek podczas zwycięskiego finałowego meczu Ligi Europy z portugalską Benfiką. Po odejściu Ivana Rakiticia, Coke pełnił funkcję kapitana podczas rozegranego 12 sierpnia 2014 roku meczu o Superpuchar Europy, w którym Sevilla uległa 0:2 Realowi Madryt. W samym sezonie 2014/15 stracił jednak miejsce w składzie na rzecz sprowadzonego latem Aleiksa Vidala, który decyzją menadżera Unaia Emery’ego zajął miejsce na prawej stronie obrony. Mimo to, 27 maja 2015 roku rozegrał 32 minuty w spotkaniu finałowym Ligi Europy z ukraińskim Dniprem Dniepropetrowsk, które Sevilla wygrała 3:2 i tym samym obroniła zdobyte rok wcześniej trofeum.

## Statystyki kariery
(aktualne na dzień 17 maja 2019)
| Klub               | Sezon              | Liga               | Liga  | Liga   | Puchar kraju | Puchar kraju | Europa | Europa | Inne  | Inne   | Suma  | Suma   |
| Klub               | Sezon              | Liga               | Mecze | Bramki | Mecze        | Bramki       | Mecze  | Bramki | Mecze | Bramki | Mecze | Bramki |
| ------------------ | ------------------ | ------------------ | ----- | ------ | ------------ | ------------ | ------ | ------ | ----- | ------ | ----- | ------ |
| Rayo Vallecano     | 2005/06            | Segunda División B | 26    | 2      | 3            | 0            | –      | –      | –     | –      | 29    | 2      |
| Rayo Vallecano     | 2006/07            | Segunda División B | 34    | 2      | 5            | 0            | –      | –      | 4     | 0      | 43    | 2      |
| Rayo Vallecano     | 2007/08            | Segunda División B | 14    | 1      | 2            | 0            | –      | –      | 3     | 0      | 19    | 1      |
| Rayo Vallecano     | 2008/09            | Segunda División   | 33    | 3      | 3            | 1            | –      | –      | –     | –      | 36    | 4      |
| Rayo Vallecano     | 2009/10            | Segunda División   | 35    | 7      | 3            | 0            | –      | –      | –     | –      | 38    | 7      |
| Rayo Vallecano     | 2010/11            | Segunda División   | 38    | 5      | 1            | 1            | –      | –      | –     | –      | 39    | 6      |
| Sevilla FC         | 2011/12            | Primera División   | 28    | 0      | 2            | 0            | 2      | 0      | –     | –      | 32    | 0      |
| Sevilla FC         | 2012/13            | Primera División   | 21    | 3      | 6            | 0            | –      | –      | –     | –      | 27    | 3      |
| Sevilla FC         | 2013/14            | Primera División   | 25    | 3      | 1            | 0            | 12     | 2      | –     | –      | 38    | 5      |
| Sevilla FC         | 2014/15            | Primera División   | 22    | 2      | 3            | 0            | 9      | 0      | –     | –      | 34    | 2      |
| Sevilla FC         | 2015/16            | Primera División   | 21    | 1      | 7            | 2            | 14     | 2      | –     | –      | 42    | 5      |
| FC Schalke 04      | 2016/17            | Bundesliga         | 8     | 1      | 0            | 0            | 0      | 0      | –     | –      | 8     | 1      |
| FC Schalke 04      | 2017/18            | Bundesliga         | 1     | 0      | 1            | 0            | 0      | 0      | –     | –      | 2     | 0      |
| Levante UD         | 2017/18            | Primera División   | 17    | 3      | 1            | 0            | 0      | 0      | –     | –      | 18    | 3      |
| Levante UD         | 2018/19            | Primera División   | 27    | 4      | 3            | 1            | 0      | 0      | –     | –      | 30    | 5      |
| Ogólnie w karierze | Ogólnie w karierze | Ogólnie w karierze | 350   | 37     | 41           | 5            | 37     | 4      | 7     | 0      | 435   | 46     |

## Sukcesy
Rayo Vallecano
- Segunda División B: 2007/08

Sevilla
- Liga Europy: 2013/14, 2014/15, 2015/16